# Comment parler des livres que l'on n'a pas lus ?
Comment parler des livres que l'on n'a pas lus ? est un essai de Pierre Bayard paru aux Éditions de Minuit en 2007 dans la collection Paradoxe.

## Composition de l'ouvrage
Le livre comporte trois parties : 
Prologue 
Première partie : Des manières de ne pas lire :
1. Les livres que l'on ne connaît pas
2. Les livres que l'on a parcourus
3. Les livres dont on a entendu parler
4. Les livres que l'on a oubliés

Deuxième partie : Des situations de discours :
1. Dans la vie mondaine
2. Face à un professeur
3. Devant l'écrivain
4. Avec l'être aimé

Troisième partie : Des conduites à tenir
1. Ne pas avoir honte
2. Imposer ses idées
3. Inventer les livres
4. Parler de soi

Épilogue

## Résumé des chapitres
Avec un certain sens de l'humour absurde, l'auteur suppose la vanité d'une lecture conçue comme « gain » de connaissances, et suggère qu'il faudrait plutôt voir dans l'acte de lire une « perte », les connaissances contenues dans les livres, forcément oubliées à mesure que lecture se passe, n'étant pas cumulables, a fortiori dans le cas d'une lecture attentive.
Il est également question d'une perte de temps, car l'auteur critique, férocement, l'idée selon laquelle il serait nécessaire d'avoir bien lu un livre de la première à la dernière ligne avant d'en parler : il importerait selon lui, plutôt que de s'attarder sur un texte en particulier, d'avoir sur la totalité des livres « une vue d'ensemble » ; il suffirait ainsi d'avoir parcouru un livre, ou simplement d'en avoir pris connaissance à travers ce que les autres en disent, pour en parler dans le détail, avec pertinence, et même donner à son sujet un avis éclairé.
Pierre Bayard s'appuie dans son argumentation sur un certain nombre d'exemples littéraires, en faisant référence aux œuvres de façon précise. Toutefois, pour chaque nouveau livre cité, il indique en note s'il l'a simplement parcouru (LP), s'il en a seulement entendu parler (LE), s'il l'a oublié (LO) ou s'il ne l'a jamais ouvert (LI). Très progressivement se dessine une systématique des rapports du lecteur aux livres et à la littérature, qui s'organise autour de six notions clés :
- La bibliothèque collective (pour telle société, la somme des livres qu'il faut avoir lus)[1] ;
- La bibliothèque intérieure (partie subjective de la précédente, comportant les livres marquants de chaque sujet)[2] ;
- La bibliothèque virtuelle (« l'espace, oral ou écrit, de discussion des livres avec les autres. Elle est une partie mouvante de la bibliothèque collective de chaque culture, et se situe à la rencontre des bibliothèques intérieures de chaque participant à la discussion »[3]) ;

- Le livre-écran (notion modelée sur celle de souvenir écran de Sigmund Freud)[4] ;
- Le livre intérieur (« l'ensemble des représentations mythiques, collectives ou individuelles, qui s’interposent entre le lecteur et tout nouvel écrit, et qui en façonnent la lecture à son insu. Le livre intérieur influence toutes les transformations que nous faisons subir aux livres pour en faire des livres-écrans »[5]) ;
- Le livre fantôme (« cet objet insaisissable que nous faisons surgir, par oral ou par écrit, quand nous parlons d’un livre »[6])

## Recensions
- Dominique Vaugeois « Où l’on apprend que le compte-rendu d’un livre (de P. Bayard) est plus important que le livre lui-même », sur fabula.org
- Stéphane Lojkine « La bibliothèque comme dispositif. La non-lecture selon P. Bayard » sur fabula.org
- Franc Schuerewegen « Comment parler de Proust quand on a lu ses livres ? Enquête dans la bibliothèque de Pierre Bayard » sur fabula.org